# ハロウィン6 最後の戦い
『ハロウィン6 最後の戦い』（原題：Halloween: The Curse of Michael Myers）は、1995年制作のアメリカ合衆国のホラー映画。ハロウィンシリーズ第6作。日本では劇場未公開。

## あらすじ
前作から6年後、ジェイミーは謎の邪教集団に捕らえられていた。やがて子供を出産したジェイミーはその子を生贄にされそうになったため、脱走する。その後、ジェイミーはマイケルに殺されてしまうが、彼女は殺される直前に子供を隠した。
かつてマイケルと死闘を繰り広げたルーミス医師と、マイケルが起こした殺人事件を目撃した青年トミーは、マイケルが町に戻ってきたことを知り、再び闘いに身を投じる。

## キャスト
- サミュエル・ルーミス医師：ドナルド・プレザンス（吹替：寺島幹夫）
- トミー・ドイル：ポール・スティーヴン・ラッド（吹替：宮本充）
- カーラ・ストロード：マリアンヌ・ヘイガン（吹替：小山茉美）
- デブラ・ストロード：キム・ダービー（吹替：久保田民絵）
- ジョン・ストロード：ブラッドフォード・イングリッシュ（吹替：玄田哲章）
- テレンス・ウィン医師：ミッチェル・ライアン
- メアリー：スーザン・スウィフト
- ティム・ストロード：キース・ボガート（吹替：古澤徹）
- ベス：マリア・オブライエン（吹替：岡本麻弥）
- ダニー・ストロード：デヴィン・ガードナー（吹替：津村まこと）
- ジェイミー・ロイド：J・C・ブランディー

※日本語吹替はVHS・通常版Blu-rayに収録。編集の異なるプロデューサーズ・ カット版Blu-rayには未収録